# Sea Power
Sea Power, dříve British Sea Power, je anglická rocková skupina, založená v městě Kendal v roce 2000. Skupinu založili bratři Yan Scott Wilkinson a Neil Hamilton Wilkinson společně s Matthewem Woodem a Martinem Noblem; koncem roku 2001 se ke skupině přidal ještě Eamon Hamilton. Své první studiové album The Decline of British Sea Power skupina vydala v roce 2003 a do roku 2013 jich vydala dalších pět. V roce 2013 členové skupiny složili hudbu pro dokumentární film From the Sea to the Land Beyond. V roce 2015 vydali album s jejich staršími písněmi, nově nahranými s doprovodem žesťového orchestru, Sea of Brass. Zatím poslední Let the Dancers Inherit the Party vyšlo v roce 2017. V srpnu 2021 se skupina rozhodla dále neužívat ve svém názvu slovo British s tím, že nechtějí být spojováni s nacionalismem.

## Diskografie
- The Decline of British Sea Power (2003)
- Open Season (2005)
- Do You Like Rock Music? (2008)
- Man of Aran (2009)
- Valhalla Dancehall (2011)
- Machineries of Joy (2013)
- Sea of Brass (2015)
- Let the Dancers Inherit the Party (2017)